# Max Steel: Bio Crisis
Max Steel: Bio Crisis es una película de Acción del 2008 de la compañía de Mattel y Rainmaker Entertainment.

## Trama
Max tiene que investigar una selva contaminada, y viaja desde el espacio exterior hasta el centro de la tierra en su búsqueda para develar este misterio. Al principio de la historia, se menciona que la última batalla contra Extroyer ha paralizado permanentemente el sistema Adrenalink, obligando a Max a volver a una versión actualizada de Going Turbo!, (Una explicación completa de este nuevo sistema de energía aparece en Turbo Missions episodio 12: Relanzamiento ). En esta película, un nuevo enemigo, el infame doctor Gregor Mendel hace su primera presentación, y se revela que Iago ha estado trabajando para él desde el principio , el robo en secreto la tecnología de Eclipse. Mendel ha construido un androide llamado Cytro, que es directriz principal es ayudarle en sus planes de tomar el control de la selva contaminada y destruir a Max en el proceso. Accidentalmente, la programación de Cytro está codificado y por un par de horas cree que debe proteger a Max en lugar de luchar contra él. Sin embargo, es consciente de su problema, y constantemente menciona cómo se deja mucho tiempo hasta que se "autoriza" otra vez para matar a Max. Gracias a la información recuperada por Iago, el Dr. Mendel Elementor encuentran inmediatamente después de la batalla en Rival Oscuro, y aprovechando su inconsciencia, lo lleva preso a realizar nuevos experimentos que lo convierten en fuego Elementor. En un esfuerzo para sintetizar cristales Morphosos , el Dr. Mendel utiliza fragmentos recuperados del cuerpo de Extroyer parcialmente contaminado con ADN de Troy invierno. Como resultado de ello, crea un clon Extroyer lugar por accidente. Tomando su oportunidad mientras que Max está ocupado luchando contra incendios Elementor, el clon absorbe el fragmento de un cometa en su cuerpo, y se convierte en un monstruo gigante. A pesar de este momento está en "modo el mal", Cytro hace un último esfuerzo supremo para detenerlo y revierte el efecto de los cristales, causando una explosión que reduce tanto en pedazos.